# Sigurd Rascher
Sigurd Manfred Rascher (* 15. Mai 1907 in Elberfeld, heute Wuppertal; † 25. Februar 2001 in Shushan, Washington County (New York)) war ein deutsch-US-amerikanischer Saxophonist in der klassischen Musik im 20. Jahrhundert.
Rascher, dem zeitgenössische Komponisten mehr als 200 Werke für Saxophon widmeten, war einer der wichtigsten Förderer des Saxophons als klassisches Konzertinstrument. Er trat u. a. als Solist mit mehr als 250 Orchestern und Bläserensembles weltweit auf, so mit dem New York Philharmonic Orchestra und dem Boston Symphony Orchestra.

## Leben
Rascher wurde 1907 als eines von drei Kindern des Arztes Hanns-August Rascher in Elberfeld geboren; sein jüngerer Bruder war der spätere KZ-Arzt und NS-Medizinverbrecher Sigmund Rascher (1909–1945). Von 1930 bis 1933 studierte er in Stuttgart Klarinette an der damaligen Württembergischen Hochschule für Musik.
Rascher lebte auch zeitweilig in Berlin, wo er 1932 das erste Mal Saxophon in einem Orchester spielte, da Edmund von Borck, zu dem Rascher zuvor den Kontakt gesucht hatte, ein Stück für diesen geschrieben hatte, das er zusammen mit den Berliner Philharmonikern zur Aufführung brachte. Nach der Machtergreifung der Nazis emigrierte Rascher 1933 nach Dänemark. 1934 verlegte er seinen Wohnsitz nach Schweden, wo er sich mit den Komponisten Svea und Waldemar Welander und Lars-Erik Larsson anfreundete und später Ann Mari Wigen heiratete, die ihm einen Sohn gebar. Bis 1938 unterrichtete Rascher Saxophon sowohl am Königlich Dänischen Musikkonservatorium als auch auf der gegenüberliegenden Seite des Öresunds am Musikkonservatorium Malmö in Malmö. Außerdem spielte er in mehreren europäischen Orchestern.
1938 bemühte sich die Familie in die Vereinigten Staaten zu emigrieren, was jedoch nicht auf Anhieb klappte, so dass Rascher sich zunächst auf Kuba als Zuckerrohrschneider verdingen musste. 1939 führte ihn schließlich eine Konzertreise nach Boston und New York City, wo er erster Solosaxophonist der New Yorker Philharmoniker wurde. Diesem Engagement folgte eine erfolgreiche Karriere als Solist. Als Dozent für Saxophon unterrichtete Rascher u. a. an der Manhattan School of Music (1940), der University of Michigan (1954), der Eastman School of Music (1959–1965) und am New Yorker Union College (1968–1972). Konzertreisen und Meisterkurse führten Rascher nach dem Krieg regelmäßig auch nach Europa.
Nachdem Marcel Mule, mit dem Rascher bis dahin in Konkurrenz stand, sein bis dahin vierzig Jahre erfolgreiches Saxophonquartett aufgelöst hatte, gründete Rascher 1969 zusammen mit seiner Tochter Karin („Carina“, Sopransaxophon), dem Tenorsaxophonisten Bruce Weinberger und der Baritonsaxophonistin Linda Bangs unter dem Namen Raschèr Saxophone Quartet ein seit Jahrzehnten in seiner Sparte führendes Ensemble. Rascher selbst war bis 1980 Altsaxophonist der Formation; seine Position nahm 1981 John-Edward Kelly ein (gefolgt von Harry Kinross White und Elliot Riley).
Rascher war einer der profiliertesten Saxophonisten der Kunstmusik, dem u. a. Alexander Glasunow, Jacques Ibert, Paul Hindemith, Erland von Koch und Darius Milhaud Kompositionen für sein Instrument schrieben. Er starb am 25. Februar 2001 auf seiner Farm in Shushan, Washington County (New York) im Alter von 93 Jahren. Rascher war Vater eines Sohns und dreier Töchter.